# Gavin Thredgold
Gavin Thredgold (født 6. oktober 1961) er en australsk tidligere roer.
Thredgold var styrmand og med i otteren ved VM i 1983, hvor Australien vandt bronze.
Han var også med ved OL 1984 i Los Angeles i den australske otter, der blev roet af Craig Muller, Clyde Hefer, Tim Willoughby, Samuel Patten, Ian Edmunds, James Battersby, Ion Popa og Stephen Evans. Australierne blev toer i indledende heat og vandt derpå opsamlingsheatet. I finalen vandt Canada guld, USA sølv, mens australierne hentede tredjepladsen.

## OL-medaljer
- 1984:  Bronze i otter